# 리트 빙하
리트 빙하(독일어: Riedgletscher)는 스위스 발레주의 페나인 알프스에 위치한 6km 길이의 빙하(2005)이다. 1973년에 이 빙하는 8.22k㎡의 면적을 가졌다.
빙하는 돔산에서 멀지 않은 나델호른 기슭의 미샤벨 산맥에 있다.

## 같이 보기
- 스위스 알프스